# Dohnaturm

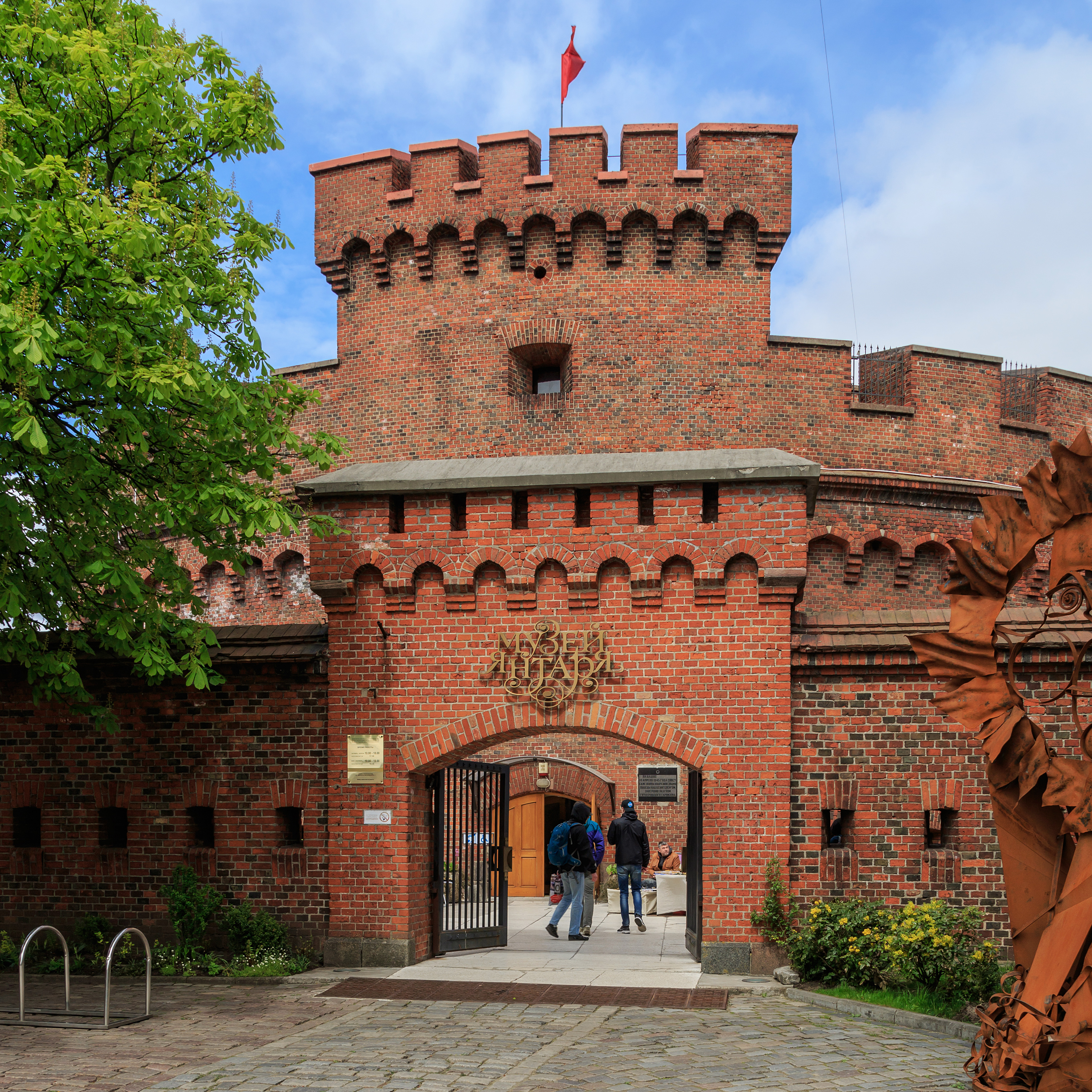
Dohnaturm, Eingang

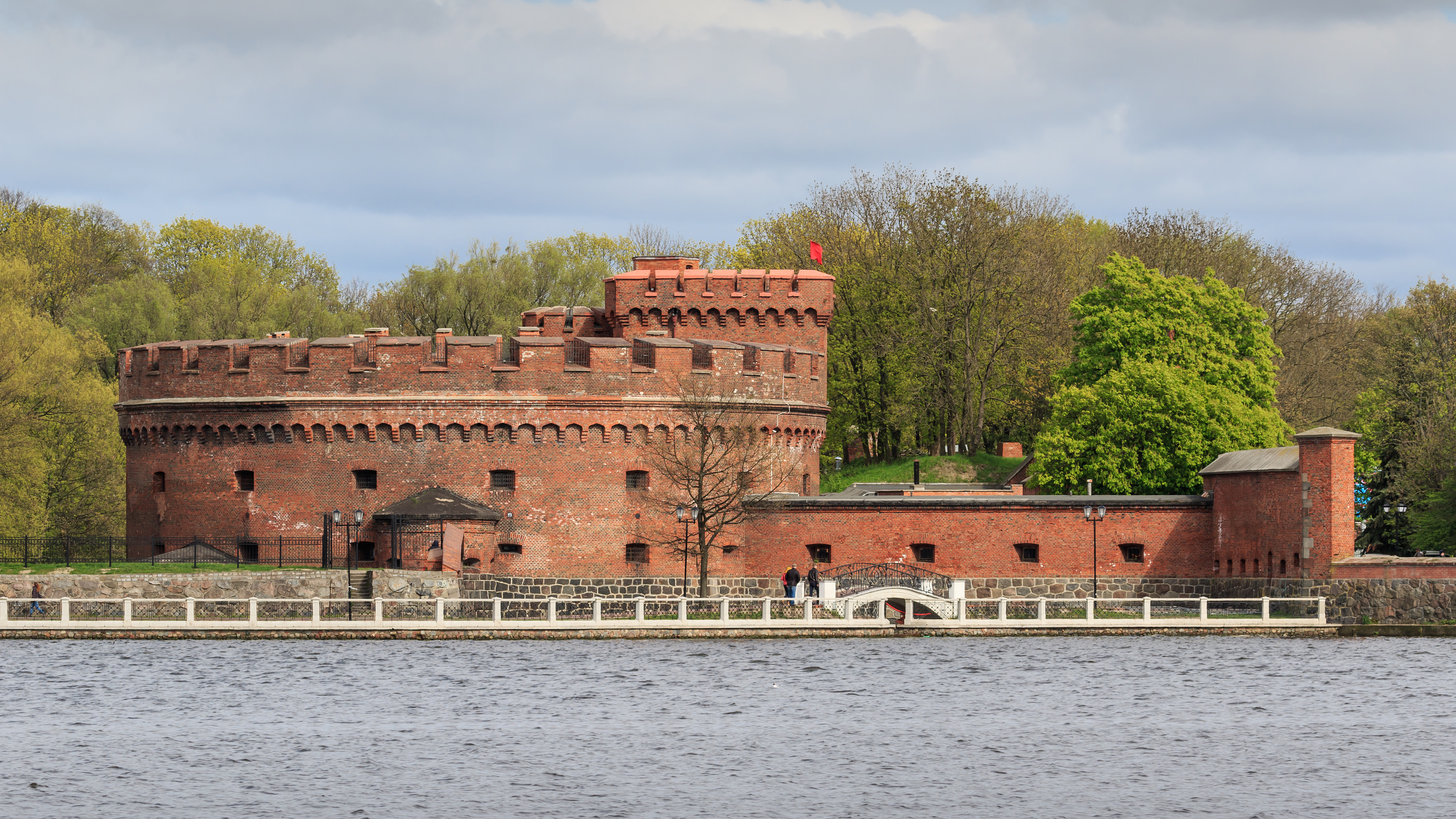
Dohnaturm vom Obersee aus gesehen

Der Dohnaturm ist Teil der Fortifikationsbauten Königsberg, gelegen am Ostufer des Obersees, am Roßgärter Tor. Erbaut 1859 und nach dem Generalfeldmarschall Friedrich Karl Emil zu Dohna-Schlobitten benannt, beherbergt er heute das Kaliningrader Bernsteinmuseum.

## Geschichte
Der Dohnaturm auf der Ostseite des Obersees als Pendant zum Wrangelturm auf der Westseite wurde 1853 erbaut. Wrangel- und Dohnaturm bildeten zusammen mit dem Oberteich den nördlichen Eckpfeiler der Verteidigungsanlage. Es handelt sich der Bauform nach um einen Montalembertschen Turm, dessen erste Entwurfzeichnungen aus den 1840er Jahren noch auf den damaligen Generalinspekteur der preußischen Festungen, General Ernst Ludwig von Aster, zurückgehen. Von den Türmen aus konnte man weite Bereiche des Vorfeldes und des Sees beschießen und die Kanonen möglicher Angreifer in respektvoller Entfernung halten. Beide Türme zählen 34 Meter im Durchmesser und 12 Meter in der Höhe. Die Artillerie der Türme war in 42 Kasematten auf zwei ringförmigen Stockwerken untergebracht. Der Oberteil des zweiten Stockwerks wies eine offene, durch eine zackenförmige Brustwehr geschützte Gefechtsfläche auf. Die Kasemattenebenen und die obere Gefechtsfläche waren miteinander durch die in den inneren Halbtürmen angeordneten Wendeltreppen verbunden.
Jeder der Türme stellte eine selbständige Befestigungsanlage dar und konnte feindliche Angriffe durch eine Rundumverteidigung erfolgreich abwehren. Hinter dem Tor zum Dohnaturm befand sich ein Vorhof, der von allen Seiten durch hohe Mauern geschützt war. Vom Oberteich her war der Haupteingang zum Turm durch eine massive L-förmige Mauer mit zahlreichen Schießscharten geschützt. Dicke Mauern boten auch den Geschützkasematten einen sicheren Schutz. Letztere waren zwecks besserer Befehlsdurchgabe und Manövrierfähigkeit der Geschütze und Mannschaften durch einen gemeinsamen Gang verbunden.
Bei der Schlacht um Königsberg Anfang 1945 wurden die Türme noch einmal militärisch genutzt und stellten bei der Eroberung Königsbergs schwer befestigte Widerstandsnester dar, die mit erheblichem Aufwand genommen werden mussten. Nachdem die Königsberger Garnison im April kapituliert hatte, kämpften die Soldaten des Roßgärter Tores noch einen Tag und eine Nacht weiter. Die näheren Umstände sind heute nicht mehr bekannt. Entweder konnte der Befehl des Festungskommandanten Otto Lasch an die Soldaten im Tor und im Dohnaturm dahinter nicht durchgegeben werden oder sie weigerten sich ihn zu befolgen – jedenfalls verteidigten sie das Roßgärter Tor mitsamt dem Dohnaturm erbittert weiter, bis ihr Widerstand am 10. April 1945 durch die 50. Sowjetarmee unter General Oserow gebrochen wurde. Merkwürdigerweise blieb jedoch die Bausubstanz des Tores einschließlich der beiden Hochreliefs von Scharnhorst und Gneisenau vom Artilleriefeuer im Krieg und von der Zerstörungswut der Sieger nach Kriegsende weitgehend verschont.
Wie beinahe alle alten Befestigungsanlagen Königsbergs wurde das Roßgärter Tor nach dem Kriege jahrelang als Lager für Schüttgüter genutzt. 1979 richtete man im Dohnaturm das Bernsteinmuseum ein. Es gehört mit seinen rund 14.000 Exponaten zu den bedeutendsten Bernsteinmuseen der Welt. Die Sammlung umfasst außergewöhnliche Bernsteinfunde mit seltenen Insekteneinschlüssen aus dem Tagebau Palmnicken, Kunsthandwerk mit und aus Bernstein. Die größten und ältesten Kostbarkeiten findet der Besucher in den besonders gesicherten Kellergewölben, in der „Schatzkammer“. Die Bestände des früheren Königsberger Bernsteinmuseums wurden jedoch 1945 in alle Winde zerstreut. Ein Teil kam nach Göttingen in die Königsberger Bernsteinsammlung, andere Exponate tauchten später im litauischen Bernsteinmuseum Palanga auf.
Von 1927 bis 1935 war die Grenzmannschaft Ostpreußen, eine akademische Arbeitsgemeinschaft für ostdeutsche Fragen, im Dohnaturm untergebracht. Ihr Wahlspruch war: Naer Oostland willen wij rijden.